# Unknown Pleasures
Unknown Pleasures ist das Debütalbum der britischen Rockband Joy Division. Es wurde im Juni 1979 von Factory Records veröffentlicht und zählt zu den wichtigsten Alben im Genre Post-Punk.

## Geschichte
Die Aufnahmen zum ersten Album der Band fanden Anfang bis Mitte April 1979 in Stockport statt. Unknown Pleasures erschien schließlich am 15. Juni 1979 auf Tony Wilsons Label Factory Records.
In der ersten Zeit nach Erscheinen des Albums war dem Album noch kein übermäßiger Erfolg in den Charts vergönnt. Die erste Auflage in Höhe von 10.000 Tonträgern verkaufte sich nur schlecht. Erst als die Band mit dem zweiten Album Closer, der Single Love Will Tear Us Apart, sowie dem Tod von Sänger Ian Curtis im Jahr 1980 bekannter wurde, konnte es eine Woche lang in die britischen Albumcharts vordringen. In den britischen Indie-Charts hielt es sich gar 136 Wochen.
Später gab es zahlreiche Neuauflagen auf MC (ab 1984), CD (ab 1986). 2007 erschien eine Deluxe-Edition mit einem Livemitschnitt aus Manchester vom 13. Juli 1979 als Bonus-CD. Anlässlich des 40. Jubiläums erschien 2019 eine Neuauflage.

## Cover
Das Cover zeigt eine Abbildung mehrerer Radiopulse von PSR J1921+2153, dem im Jahr 1967 von Jocelyn Bell ersten entdeckten Pulsar. Entnommen wurden die Abbildung der Cambridge Encyclopedia of Astronomy, die sie aus der Doktorarbeit von Harold Craft Jr. aus dem Jahr 1970 nachdruckte; die Idee dazu stammte von Schlagzeuger Stephen Morris. Im Vergleich zum Original wurden allerdings die Farben invertiert; auf dem Cover sind also weiße Linien auf schwarzem Grund statt schwarze Linien auf weißem Grund zu sehen. Die 2019 erschienene Jubiläumsausgabe verwendet eine invertierte Version des Covers mit schwarzen Linien.
Auf der Original-LP gab es keine Titelliste und auch die Schallplattenseiten wurden nicht nummeriert, sondern nur mit „Inside“ und „Outside“ beschriftet.

## Rezeption
Das Album gilt, wie auch sein Nachfolger Closer, als Meilenstein der Rockgeschichte, der viele andere Bands geprägt hat. Beide Studioalben von Joy Division wurden in die 1001 Albums You Must Hear Before You Die aufgenommen. Das Magazin Rolling Stone wählte Unknown Pleasures auf Platz 20 der 100 besten Debütalben sowie auf Platz 34 der 40 besten Punk-Alben. In der Zusammenstellung der 500 besten Alben aller Zeiten des New Musical Express belegt es Platz 40. Unknown Pleasures erreichte Platz 9 in der Auswahl der 100 besten Alben der 1970er Jahre von Pitchfork Media.

## Titelliste
Alle Songs stammen aus der Feder von Ian Curtis, Peter Hook, Stephen Morris und Bernard Sumner.
Seite A („Outside“)
1. Disorder – 3:32
2. Day of the Lords – 4:49
3. Candidate – 3:05
4. Insight – 4:29
5. New Dawn Fades – 4:47
Seite B („Inside“)
6. She’s Lost Control – 3:57
7. Shadowplay – 3:55
8. Wilderness – 2:38
9.  Interzone – 2:16
10. I Remember Nothing – 5:53